# Symphonie no 5 de Sessions
Pour les articles homonymes, voir Symphonie no 5.
La Symphonie no 5 de Roger Sessions a été commencée en 1960 et terminée en 1964,. Elle a été commandée en 1960 par Eugene Ormandy et l'Orchestre de Philadelphie. Seul le premier mouvement a été joué en première exécution le 7 février 1964, le reste de la symphonie n'ayant été écrit qu'en décembre.

## Structure
La symphonie comporte trois mouvements enchaînés avec une pause à la fin du premier mouvement.
1. Tranquillo
2. Lento
3. Allegro deciso

Durée : environ 16 minutes

## Orchestration[3]
| Instrumentation de la Symphonie n° 5                                          |
| Bois                                                                          |
| 3 flûtes, 3 hautbois, 4 clarinettes, 3 bassons                                |
| Cuivres                                                                       |
| 4 cors, 2 trompettes, 3 trombones, 1 tuba                                     |
| Percussions                                                                   |
| timbales, piano                                                               |
| Cordes                                                                        |
| premiers violons, seconds violons, altos, violoncelles, contrebasses, 1 harpe |